# The Old Wyoming Trail
The Old Wyoming Trail è un film del 1937 diretto da Folmar Blangsted.
È un musical western statunitense con Charles Starrett, Donald Grayson e Barbara Weeks. Nel 1942 ne è stato prodotto un remake, The Lone Prairie.

## Produzione
Il film, diretto da Folmar Blangsted su una sceneggiatura di Ed Earl Repp con il soggetto di J. Benton Cheney, fu prodotto da Harry L. Decker per la Columbia Pictures Corporation e girato nell'Iverson Ranch a Chatsworth, Andy Jauregui Ranch e Walker Ranch a Newhall, e ad Agoura, in California, nell'agosto del 1937. Il titolo di lavorazione fu Smoking Six Guns.

## Distribuzione
Il film fu distribuito negli Stati Uniti dall'8 novembre 1937 al cinema dalla Columbia Pictures Corporation.
Altre distribuzioni:
- in Brasile (Desmascarando um Impostor)
- in Grecia (Ihni thanatou)

## Promozione
Le tagline sono:
- "THRILL To the Rhythm of Pounding Hoofs...Blazing Six-Guns!".
- "Thrill to the roaring rhythm of these western buckaroos!".